# Mercedes-Benz F700
O F700 é um protótipo de grande porte apresentado pela Mercedes na edição de 2007 do IAA. Além do design, seu principal atrativo é o motor Diesotto 1.8 turbo que apresenta desempenho equivalente a um motor V6 e baixas emissões.